# Lysekil (gemeente)
Lysekil is een Zweedse gemeente in Bohuslän. De gemeente behoort tot de provincie Västra Götalands län. Ze heeft een totale oppervlakte van 706,3 km² en telde 14.767 inwoners in 2004.

## Plaatsen
- Lysekil (stad)
- Brastad
- Grundsund
- Fiskebäckskil
- Rixö
- Brodalen
- Skalhamn
- Rågårdsvik